# Normandie
Normandie er en af de nye regioner, der blev oprettet pr. 1. januar 2016. Den er en fusion af regionerne Haute-Normandie og Basse-Normandie.